# Nekrolog 1969
Nekrolog
◄◄
| ◄
| 1965
| 1966
| 1967
| 1968
| 1969 | 1970 | 1971 | 1972 | 1973 | ► | ►►
1. Quartal |
2. Quartal |
3. Quartal |
4. Quartal 
Weitere Ereignisse | Allgemeiner Nekrolog 1969
Die Beschreibung der verstorbenen Person sollte so kurz wie möglich gehalten sein und nur deren signifikante Tätigkeit(en) enthalten.
Neue Namen ggf. auch unter dem Geburts- und Sterbedatum, also etwa unter 1. Januar und im Geburts- und Sterbejahr (2024) eintragen (nur bei entsprechender großer Wichtigkeit). Für Beispiele siehe die schon vorhandenen Artikel.
Außerdem über die fünf zuletzt Verstorbenen, zu denen es einen ausreichend guten Artikel für eine Präsentation auf der Hauptseite gibt, nach der todesbedingten Überarbeitung der Artikel ggf. auch unter Wikipedia Diskussion:Hauptseite informieren und sie am besten auch in den anderen Wikipedia-Sprachversionen eintragen. Tipp: Regelmäßig bei news.google.de nach „ist tot“, „gestorben“ oder „verstorben“ suchen.
Wenn eine Person gestorben ist, gibt es viele Seiten zu dieser Person in der Wikipedia, die davon auch betroffen sind und entsprechend aktualisiert werden müssen. Beispiele: Namenübersichtsseite, Geburtsjahr, Geburtsort-Seiten und viele mehr.
Wie finde ich die betroffenen Seiten?
Im Suchfeld auf der linken Seite gibt man den Suchbegriff so ein: „Vorname Nachname“. Dann klickt man auf Volltext und alle Seiten mit entsprechendem Suchtext werden aufgerufen. Hier sieht man dann schnell, wo auch das Todesjahr Sinn macht oder sogar ein Teil des Artikels angepasst werden muss. Auch hilft das „Werkzeug“ auf der linken Seite sehr gut, um solche Seiten aufzufinden: „Links auf diese Seite“. Somit ist die Wikipedia wieder aktuell in allen Bereichen! Hinweis: bei Eintragung der Kategorie „Gestorben JAHR“ wird der Missbrauchsfilter 49 ausgelöst, was jedoch nicht schlimm ist. Siehe: Spezial:Missbrauchsfilter/49
Dies ist eine Liste von im Jahr 1969 verstorbenen bekannten Persönlichkeiten. Die Einträge erfolgen innerhalb der einzelnen Daten alphabetisch sortiert. Tiere sind im Nekrolog für Tiere zu finden.
Die Liste ist nach Quartalen aufgeteilt:
- Nekrolog 1. Quartal 1969: Januar, Februar und März
- Nekrolog 2. Quartal 1969: April, Mai und Juni
- Nekrolog 3. Quartal 1969: Juli, August und September
- Nekrolog 4. Quartal 1969: Oktober, November und Dezember

## Datum unbekannt
| Leslie Walter Allam Ahrendt     | britischer Botaniker                                                                                 |  |
| Hamilcar S. Alivizatos          | griechischer Theologe und Kirchenrechtler                                                            |  |
| Richard James Allen             | indischer Hockeyspieler                                                                              |  |
| Marianne von Angern             | deutsche Schriftstellerin                                                                            |  |
| Anton von Avanzini              | Bürgermeister von Wörgl (Tirol)                                                                      |  |
| Walter Ballas                   | deutscher Industriejurist                                                                            |  |
| Bruno Bandini                   | argentinischer Bratschist, Dirigent und Musikpädagoge italienischer Herkunft                         |  |
| Heinrich Bartels                | deutscher Klassischer Archäologe                                                                     |  |
| Frederic Charles Bartlett       | britischer Psychologe                                                                                |  |
| Jean Bastien                    | französischer Fußballspieler                                                                         |  |
| Dora Beedham                    | britische Krankenschwester, Hebamme und Suffragette                                                  |  |
| Ernst Behrle                    | deutscher Chemiker und Ingenieur                                                                     |  |
| Walter A. Bell                  | kanadischer Paläobotaniker                                                                           |  |
| Albert Bodard                   | französischer Diplomat                                                                               |  |
| Dora von Bodenhausen            | deutsche Autorin                                                                                     |  |
| Luis Bolín                      | Pressechef der Putschisten der Unión Militar Española und Direktor des ABC (1954–1962)               |  |
| Erich Bracht                    | deutscher Pathologe und Gynäkologe                                                                   |  |
| Traugott Bredow                 | deutscher Verwaltungsbeamter                                                                         |  |
| Joachim Brock                   | deutscher Pädiater und Hochschullehrer                                                               |  |
| Daniel Brody                    | ungarischer Gründer und Verleger des Rhein Verlags                                                   |  |
| Lillyn Brown                    | US-amerikanische Blues-Sängerin                                                                      |  |
| Friedrich Burmeister            | deutscher Geophysiker                                                                                |  |
| Joe Callicott                   | US-amerikanischer Bluesmusiker                                                                       |  |
| Luciano Capitanio               | italienischer Comiczeichner                                                                          |  |
| John F. Carroll                 | drittgrößter Mensch in der Medizingeschichte                                                         |  |
| Raffaele Castello               | italienischer Maler                                                                                  |  |
| Herbert de Castro               | panamaischer Komponist und Dirigent                                                                  |  |
| Clarence 13X                    | gilt als Gründer der Nation of Gods and Earths und wird von deren Mitgliedern als „Allah“ bezeichnet |  |
| Carlos Alberto Clulow           | uruguayischer Diplomat und Schriftsteller                                                            |  |
| Mehmet Çoban                    | türkischer Ringer                                                                                    |  |
| Harold Frederick Comber         | britischer Botaniker und Züchter                                                                     |  |
| Christine Demmer                | deutsche Friseurmeisterin, Widerständlerin gegen den Nationalsozialismus                             |  |
| Philoxenos Yuhanon Dolabani     | syrisch-orthodoxer Metropolit von Mardin und Autor                                                   |  |
| Johannes Dott                   | Bürgermeister der Stadt Leverkusen                                                                   |  |
| Bruno Drews                     | deutscher Chemiker                                                                                   |  |
| Mahmud Dscham                   | iranischer Politiker und Diplomat                                                                    |  |
| Paul Dubotzki                   | deutscher Fotograf                                                                                   |  |
| Homer Hasenpflug Dubs           | britischer Sinologe                                                                                  |  |
| Américo Durão                   | portugiesischer Lyriker und Dramatiker                                                               |  |
| Helmut Elsler                   | deutscher Ökonom und Staatssekretär (Nordrhein-Westfalen)                                            |  |
| Michel Engelhart                | österreichischer Architekt                                                                           |  |
| Jakob Eugster                   | Schweizer Jurist                                                                                     |  |
| Karl Evers                      | deutscher Flieger-Ingenieur und Beamter                                                              |  |
| Denis Eydoux                    | französischer Ingenieur                                                                              |  |
| Eduardo Rodrigues Areosa Feio   | portugiesischer Offizier                                                                             |  |
| Carlos Fischer                  | uruguayischer Politiker                                                                              |  |
| Erich Fischer                   | deutscher Physiker                                                                                   |  |
| Robert Fischer                  | deutscher Lehrer, Schul- und Chorleiter, Autor, Komponist und Politiker (Zentrumspartei; CDU)        |  |
| Erwin Garvens                   | deutscher Jurist, Verwaltungsbeamter und Schriftsteller                                              |  |
| Otto Gauweiler                  | deutscher Jurist in der Verwaltung des Distrikts Warschau des Generalgouvernements                   |  |
| Wilhelm Gdanietz                | deutscher Landschafts-, Genre- und Interieurmaler                                                    |  |
| Otto Georgi                     | chilenischer Maler                                                                                   |  |
| Gerhardt Giese                  | deutscher Pädagoge und evangelischer Kirchenpolitiker                                                |  |
| Nail Gönenlı                    | türkischer Vielseitigkeits- und Springreiter                                                         |  |
| Hermann Grassl                  | deutscher Politiker (NSDAP), MdR und SA-Führer                                                       |  |
| Rudolph Grimm                   | deutscher Architekt und Baubeamter                                                                   |  |
| Bruno Grimmek                   | deutscher Architekt                                                                                  |  |
| Hanns Günther                   | deutscher Autor, Übersetzer und Herausgeber von populärwissenschaftlichen Büchern                    |  |
| Rudolf Habedank                 | deutscher Politiker (NSDAP), MdHB, MdR (1933–1945)                                                   |  |
| Elfy Haindl-Lapoirie            | österreichisch-französische Malerin                                                                  |  |
| Will Halle                      | deutscher humoristischer Zeichner                                                                    |  |
| Otto Hamkens                    | deutscher Landrat (NSDAP)                                                                            |  |
| John J. Hearne                  | irischer Diplomat und Verfassungsjurist                                                              |  |
| Hans Helmer                     | deutscher Fußballfunktionär                                                                          |  |
| Kurt Hering                     | deutscher Maschinen- und Apparatefabrikant                                                           |  |
| Pierre Herlofson                | französischer Architekt                                                                              |  |
| Frederick Hibbins               | britischer Langstreckenläufer                                                                        |  |
| John Holroyd-Reece              | britischer Verleger, Diplomat und Übersetzer                                                         |  |
| Erika von Huene                 | deutsche Wirbeltierpaläontologin                                                                     |  |
| Hedwig Josephi                  | deutsche Malerin                                                                                     |  |
| Hans Kades                      | österreichischer Schriftsteller                                                                      |  |
| Herbert Kawan                   | deutscher Dirigent, Komponist                                                                        |  |
| Max Keller                      | deutscher Verwaltungsjurist und Freiburger Bürgermeister                                             |  |
| Heinrich Klages                 | deutscher Unternehmer                                                                                |  |
| Emmy Klinker                    | deutsche Malerin des Expressionismus                                                                 |  |
| Baladine Klossowska             | französische Malerin                                                                                 |  |
| Vinzenz Koppert                 | deutscher Stenograph                                                                                 |  |
| Karl Friedrich Kunz             | deutscher Maler                                                                                      |  |
| Felix Kupsch                    | deutscher Bildhauer                                                                                  |  |
| John Laurent Giles              | englischer Yachtdesigner                                                                             |  |
| Günther Leitz                   | deutscher Unternehmer                                                                                |  |
| Georg Leowald                   | deutscher Architekt und Möbelgestalter                                                               |  |
| Johann Evangelist Lettenbauer   | deutscher Mann, Opfer eines Justizirrtums in Deutschland                                             |  |
| Walter Lichtschlag              | deutscher Arzt und SS-Führer                                                                         |  |
| Paul Lindner                    | deutscher Widerstandskämpfer                                                                         |  |
| Johannes Lubahn                 | deutscher Bodenreformer                                                                              |  |
| Maria Lühr                      | erste deutsche Buchbindemeisterin                                                                    |  |
| Early Mabuza                    | südafrikanischer Jazzmusiker                                                                         |  |
| Camille Mandrillon              | französischer Skisportler und Offizier der Chasseurs alpins                                          |  |
| Josef Mauder                    | deutscher Graphiker                                                                                  |  |
| Mário Meneghetti                | brasilianischer Mediziner und Politiker                                                              |  |
| Erwin Metzner                   | deutscher NS-Agrarfunktionär und SS-Oberführer                                                       |  |
| Nick Moyake                     | südafrikanischer Jazzmusiker                                                                         |  |
| Eduard Müller                   | Schweizer Skilangläufer                                                                              |  |
| Leslie Nicholson                | britischer Nachrichtendienstler                                                                      |  |
| Heinrich Norden                 | deutscher Arzt, Schriftsteller und Tropenmediziner                                                   |  |
| Frederik Olsen                  | grönländischer Landesrat                                                                             |  |
| Pedro Olympio                   | togoischer Diplomat und Arzt                                                                         |  |
| Rupert Viktor Oppenauer         | österreichischer Chemiker                                                                            |  |
| Karl Friedrich Paul             | deutscher Kammersänger                                                                               |  |
| Edward Peltz                    | südafrikanischer Boxer                                                                               |  |
| Armand Petitjean                | französischer Unternehmer und Parfümeur                                                              |  |
| Fritz Pfuhle                    | deutscher Kunstmaler und Hochschullehrer                                                             |  |
| Josef Prestel                   | deutscher Pädagoge und Germanist                                                                     |  |
| Erich von Prittwitz und Gaffron | deutscher Philologe, Kulturfunktionär und Bäder- und Kurverwaltungsbeamter                           |  |
| Lili Réthi                      | österreichisch-amerikanische Zeichnerin und Grafikerin                                               |  |
| Oswald Riedel                   | deutscher Journalist und Politiker (DDP, DStP), MdL                                                  |  |
| Ulrich von Ritgen               | deutscher Offizier und Beteiligter an der Ermordung Karl Liebknechts                                 |  |
| Bernard Vincent Rollin          | britischer Physiker                                                                                  |  |
| Alfred Roselieb                 | deutscher Henker                                                                                     |  |
| Siegfried Rosenbaum             | deutsch-israelischer Pädiater, Militärarzt, Hochschullehrer und Publizist                            |  |
| Artur Rosenberg                 | österreichischer Journalist und Autor                                                                |  |
| August Hermann Rottgardt        | deutscher Autor, Lehrer und Schulrat                                                                 |  |
| Luis Sánchez Pontón             | mexikanischer Botschafter                                                                            |  |
| Kenny Sargent                   | US-amerikanischer Jazzmusiker und Diskjockey                                                         |  |
| Carl Maria Savery               | Musikpädagoge und Musiktherapeut                                                                     |  |
| Alexander Schmook               | deutscher Förster und Sachbuchautor                                                                  |  |
| Otto Schubert                   | deutscher Montanwissenschaftler und Hochschullehrer                                                  |  |
| Gerhard Schulz                  | deutscher Fußballschiedsrichter                                                                      |  |
| Jesús Bermúdez Silva            | kolumbianischer Komponist                                                                            |  |
| Hellmuth Simons                 | deutscher Biologe und Bakteriologe                                                                   |  |
| Clarence Lorenzo Simpson        | liberianischer Politiker und Diplomat                                                                |  |
| Konstantinos Skarlatos          | griechischer Sportschütze und Generalleutnant                                                        |  |
| Richard Skiba                   | deutscher Staatssekretär (CDU)                                                                       |  |
| Russell Smith                   | US-amerikanischer Jazzmusiker, Komponist und Bandleader                                              |  |
| Sydney Smith                    | britischer Rechtsmediziner                                                                           |  |
| Kurt Steinbach                  | deutscher Mediziner und Maler                                                                        |  |
| Itzhak Stern                    | Überlebender des Holocaust und Helfer bei den Rettungsaktionen von Oskar Schindler                   |  |
| Toni Stockheim                  | deutscher Bildhauer                                                                                  |  |
| Sigmund Strecker                | deutscher Maler des Expressionismus                                                                  |  |
| Hasa bint Sudairi               | saudi-arabische Adelige, Lieblingsfrau von König Abd al-Aziz ibn Saud von Saudi-Arabien              |  |
| Frank Tannenbaum                | US-amerikanischer Soziologe                                                                          |  |
| Florence Mary Taylor            | australische Journalistin                                                                            |  |
| Cub Teagarden                   | US-amerikanischer Jazz-Schlagzeuger                                                                  |  |
| Lewis Tewanima                  | US-amerikanischer Langstreckenläufer                                                                 |  |
| Wartkes Tewekeljan              | sowjetisch-armenischer Autor                                                                         |  |
| Erwin Thomas                    | deutscher Mediziner und Hochschullehrer                                                              |  |
| Andy Tipaldi                    | kanadischer Banjospieler                                                                             |  |
| Johann Tongers                  | deutscher Geistlicher, Heimatforscher und Autor                                                      |  |
| Herbert Uber                    | englischer Badmintonspieler                                                                          |  |
| Christian Ulrich                | deutscher Landrat und Bürgermeister                                                                  |  |
| Jean Ungricht                   | Schweizer Psychologe                                                                                 |  |
| Philippe Adrien Van Tieghem     | französischer Literaturwissenschaftler, Theaterwissenschaftler, Komparatist und Romanist             |  |
| Master Vithal                   | indischer Filmschauspieler des marathischen und des Hindi-Films                                      |  |
| Hafiz Wahba                     | saudi-arabischer Diplomat                                                                            |  |
| Cecil Walker                    | australischer Radrennfahrer                                                                          |  |
| Paul Arnold Walty               | Schweizer Fußballspieler                                                                             |  |
| George de la Warr               | englischer Bauingenieur und Radionikpionier                                                          |  |
| Josef Weisz                     | deutscher Holzschneider und Buchillustrator                                                          |  |
| Josh White                      | US-amerikanischer Musiker                                                                            |  |
| Paul Wieghardt                  | deutscher Maler                                                                                      |  |
| Helen Wiehen                    | deutsche Malerin und Paramentenstickerin                                                             |  |
| Mark von Wietersheim            | deutscher Landwirt, Gutsbesitzer und Politiker (NSDAP), MdL                                          |  |
| Viktor Wigelbeyer               | österreichischer Bobfahrer                                                                           |  |
| John Skinner Wilson             | schottischer Wegbereiter                                                                             |  |
| Heinrich Wilthelm               | deutscher Künstler                                                                                   |  |
| Louise Witzig                   | Schweizer Fotografin, Trachten-, Volkstanz- und Brauchtumsforscherin                                 |  |
| Hans-Heinrich Worgitzky         | deutscher Offizier                                                                                   |  |
| Charles Leslie Wrenn            | britischer Philologe und Professor für Angelsächsische Sprachwissenschaften                          |  |
| Wu Han                          | chinesischer Historiker und Schriftsteller                                                           |  |
| Kurt Zehe                       | deutscher Catcher und Schauspieler                                                                   |  |
| Johannes Zwicker                | deutscher Philologe, Historiker und Gymnasialdirektor                                                |  |